# Niptera pilosa
Niptera pilosa är en svampart som först beskrevs av Crossl., och fick sitt nu gällande namn av Jean Louis Emile Boudier 1907. Niptera pilosa ingår i släktet Niptera, ordningen disksvampar, klassen Leotiomycetes, divisionen sporsäcksvampar och riket svampar.   Inga underarter finns listade i Catalogue of Life.